# Друзі (фільм, 2015)
«Друзі» (фр. Les Deux Amis) — французька мелодрама 2015 року, поставлена режисером Луї Гаррелем за мотивами п'єси «Настрої Маріанни» Альфреда де Мюссе. Прем'єрний показ стрічки відбувся 18 травня 2015 року в рамках Міжнародного тижня критиків на 68-му Каннському кінофестивалі 2015 року .

## Сюжет
Клеман (Венсан Макень), статист кіно, шалено закоханий у Мону (Голшифте Фарахані), продавчиню закусочної на Північному вокзалі. Але у Мони є таємниця, яку вона ретельно оберігає. Коли Клеман втрачає надію домогтися її прихильності, його єдиний і найкращий друг, Абель (Луї Гаррель), вирішує йому допомогти. Разом двоє друзів кидають усі сили на завоювання Мони.

## У ролях
| Голшифте Фарахані  | ···· | Мона              |
| Венсан Макень      | ···· | Клеман            |
| Луї Гаррель        | ···· | Абель             |
| Мао Адам           | ···· | Колетт            |
| П'єр Мейллет       | ···· | секретарка готелю |
| Крістель Делоз     | ···· | директор в'язниці |
| Різлен Ель Коен    | ···· | менеджер          |
| Єн Трам Ле Тхі     | ···· | 1-ша повія        |
| Хітомі Рьоке Дюран | ···· | 2-га повія        |
| Улісс Королітськи  | ···· | професор Колетт   |

## Визнання
| Нагороди та номінації фільму «Друзі» | Нагороди та номінації фільму «Друзі» | Нагороди та номінації фільму «Друзі» | Нагороди та номінації фільму «Друзі» | Нагороди та номінації фільму «Друзі» | Нагороди та номінації фільму «Друзі» |
| Рік                                  | Кінофестиваль/кінопремія             | Категорія/нагорода                   | Номінант                             | Результат                            |                                      |
| ------------------------------------ | ------------------------------------ | ------------------------------------ | ------------------------------------ | ------------------------------------ | ------------------------------------ |
| 2015                                 | 68-й Каннський кінофестиваль         | Золота камера                        | Луї Гаррель                          | Номінація                            |                                      |
| 2015                                 | 68-й Каннський кінофестиваль         | Queer Palm                           | Луї Гаррель                          | Номінація                            |                                      |
| 2016                                 | Премія «Люм'єр» (21-ша церемонія)    | Найкращий актор                      | Венсан Макень                        | Номінація                            |                                      |
| 2016                                 | Премія «Люм'єр» (21-ша церемонія)    | Найкраща молода акторка              | Голшифте Фарахані                    | Номінація                            |                                      |
| 2016                                 | Премія «Люм'єр» (21-ша церемонія)    | Найкращий дебютний фільм             | Найкращий дебютний фільм             | Номінація                            |                                      |
| 2016                                 | Премія «Люм'єр» (21-ша церемонія)    | Найкращий кінооператор               | Клер Матон                           | Номінація                            |                                      |